# آغاز (فیلم ۲۰۱۳)
آغاز (به تامیلی: Arrambam) و (به انگلیسی: Beginning) فیلمی هندی محصول سال ۲۰۱۳ و به کارگردانی ویشنو واردان است. در این فیلم بازیگرانی همچون آجیت کومار، آریا، نایانتارا، تاپسی پانو، ماهش مانجرکار، آتول کولکارنی، سومان رانگاناتان و رانا داگوباتی ایفای نقش کرده‌اند.